# Duplexpumpe
Eine Duplexpumpe ist eine doppeltwirkende Kolbenpumpe, die ohne rotierende Teile arbeitet. Sie dient dem Fördern oder der Druckerhöhung flüssiger Medien (Wasser, Öl, …) und wird durch gasförmige Medien (Dampf, Druckluft) angetrieben.
Als Erfinder gilt der US-Amerikaner Samuel Worthington.

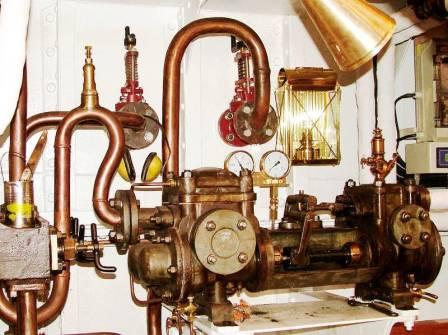
Duplexpumpe des Dampfschleppers Woltman, rechts die Dampfseite, links die Pumpenseite

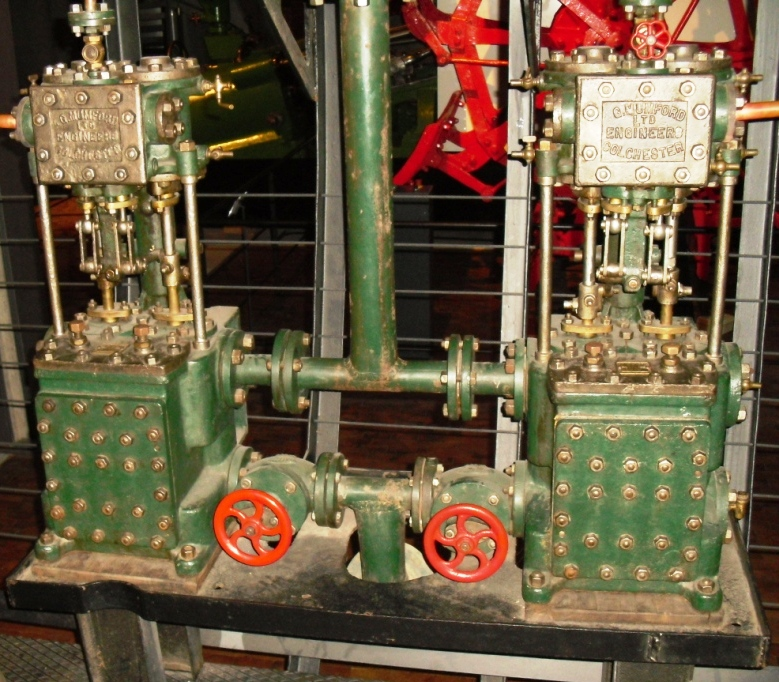
Zwei Duplexpumpen (oben ist die antreibende Dampfseite). Eine Pumpe ist die Betriebspumpe, die andere ist die Reservepumpe (Redundanz)

## Aufbau
An ein gusseisernes Gestell mit dem Gehäuse der waagerecht und parallel liegenden Arbeitszylinder auf einer Seite ist das Gehäuse der Pumpenzylinder auf der gegenüberliegenden Seite montiert. Jeweils ein Arbeits- und Pumpenzylinder liegen exakt fluchtend auf einer Linie. Je eine Kolbenstange leitet die Kraft vom Arbeits- zum Pumpenkolben. In der Mitte der Kolbenstangen befinden sich Mitnehmer, die über Hebel und Schieberstangen den Steuerschieber (üblicherweise Flachschieber)des jeweils anderen Arbeitszylinders betätigen. Im Pumpengehäuse befinden sich einfache Klappen- oder Sitzventile, die durch den Sog und Druck des Fördermediums geöffnet und geschlossen werden.

## Funktion
Beim Inbetriebnehmen der Pumpe strömt das Arbeitsmedium im Schieberkasten durch den vom Schieber geöffneten Kanal in den Arbeitszylinder und drückt auf den Arbeitskolben. Bei genügend hohem Druck setzt sich dieser in Bewegung und schiebt bzw. zieht an der Kolbenstange und durch diese auch am Pumpenkolben. Dadurch vergrößert sich im Pumpenzylinder der Raum auf einer Seite des Pumpenkolbens (Saugseite) und verkleinert sich auf der anderen (Druckseite). Durch den auf der Saugseite entstehenden Unterdruck öffnet sich das Ansaugventil und das Fördermedium strömt ein. Durch die Verkleinerung des Raums auf der Druckseite und die dadurch entstehende Druckerhöhung öffnet sich das Auslassventil und das Fördermedium fließt in die Druckleitung.
Kurz vor Erreichen der Kolbenendlage (Totpunkt) bewirkt der an der Kolbenstange angebrachte Mitnehmer das Öffnen des Kanals des anderen Arbeitszylinders für die entgegengesetzte Richtung. Beim Erreichen der Endlage setzt sich also die andere Kolbenstange in die Gegenrichtung in Bewegung. Dadurch wird eine gleichmäßige, relativ pulsationsfreie Förderung ermöglicht. Durch die Bauart sind sie selbstansaugend.

## Verwendung
Duplexpumpen waren in der „Dampfmaschinenära“ sehr weit verbreitet. Sie dienten an Land und auf Schiffen als Kesselspeisepumpen, als Universalpumpe zum Reinigen, Feuerlöschen, zur Grubenentwässerung und zum Lenzen von Schiffen, und zur Wasserversorgung kleiner Gemeinden und Industrieanlagen. Mit dem Verschwinden der Dampfmaschinen und der Einführung leistungsstarker, einfacher aufgebauter elektrischer Radialpumpen und Axialpumpen verringerte sich auch die Zahl und Bedeutung der Duplexpumpen. Wegen des systembedingten Explosionsschutzes und der enormen Robustheit und Temperaturfestigkeit (bis 200 Grad Celsius Medien- und Umgebungstemperatur) sind sie jedoch teilweise noch heute in Raffinerien und – druckluftbetrieben – im Bergbau im Einsatz.

## Hersteller
Der bekannteste und größte Hersteller war die Firma des Erfinders, Worthington. Unter Lizenz wurden die Pumpen jedoch in aller Welt gefertigt, in Deutschland u. a. von der Firma Schaefer & Urbach, die auch heute noch Duplexpumpen herstellt und repariert.

## Leistung
Das Leistungsspektrum der Duplexpumpen ist breit gestreut. Der maximale Förderdruck reicht bis etwa 30 bar, das Fördervolumen bis etwa 60.000 l/h.
Förderdruck- und Volumen lassen sich konstruktiv variieren durch das Durchmesserverhältnis Arbeitskolben/Pumpenkolben: Beträgt das Verhältnis der Kolbenflächen 1, so liegt der theoretisch erzielbare Förderdruck ebenso hoch wie der Druck des Arbeitsmediums. Um einem unter Druck stehenden Dampfkessel aufzuspeisen, muss der Förderdruck jedoch höher sein als der Kesseldruck. Hier verwendet man im Durchmesser kleinere Pumpenkolben als die der Arbeitskolben und erreicht dadurch einen um das Verhältnis der Kolbenflächen höheren Förderdruck als den des verwendeten Arbeitsdruckes.
Im Betrieb lässt sich der Förderdruck durch Einstellen des Arbeitsdrucks regulieren, das Fördervolumen ist durch Drosselung des Arbeitsmediums, wodurch die Hubzahl reguliert wird, in einem weiten Bereich verstellbar.

## Weiterführende Literatur
- Conrad Matschoss: Die Geschichte der Dampfmaschine, 3. Aufl., Berlin 1901, Reprint: Gerstenberg, ISBN 3-8067-0720-0.